# Wahlkreis Vogelsberg
Der Wahlkreis Vogelsberg (Wahlkreis 20) ist der Landtagswahlkreis für den gesamten Vogelsbergkreis und Laubach (Landkreis Gießen). Die Kommunen Laubach und Rabenau, die bis dahin zum Wahlkreis Gießen II gehörten, wurden dem Wahlkreis durch Gesetz vom 18. Dezember 2017 (GVBl. S. 478) zugeschlagen. Der Wahlkreis ist der flächenmäßig größte der 55 hessischen Landtagswahlkreise.
Der Wahlkreis Vogelsberg wurde am 1. Januar 1983 geschaffen. Bis zum Jahresende 1982 gehörten Freiensteinau, Grebenhain, Herbstein, Lauterbach, Lautertal, Schlitz, Schotten, Ulrichstein und Wartenberg zum damaligen Wahlkreis 15, Alsfeld, Antrifttal, Feldatal, Gemünden (Felda), Grebenau, Homberg (Ohm), Kirtorf, Mücke, Romrod und Schwalmtal dagegen zum vorherigen Wahlkreis 21.

## Wahl 2023
| Landtagswahl in Hessen 2023 – WK VogelsbergZweitstimmen %403020100 37,0 %23,9 %14,8 %8,4 %5,0 %3,9 %2,3 %1,5 %3,0 % CDUAfDSPDGrüneFWFDPLinkeTierschutzSonst.Gewinne und Verlusteim Vergleich zu 2018 %p 10 8 6 4 2 0 −2 −4 −6 −8−10+9,3 %p+7,8 %p−8,1 %p−5,6 %p+0,7 %p−3,0 %p−2,6 %p+0,6 %p+0,6 %pCDUAfDSPDGrüneFWFDPLinkeTierschutzSonst. |

| Gegenstand der Nachweisung | Gegenstand der Nachweisung | Erst- stimmen | Erst- stimmen | Zweit- stimmen | Zweit- stimmen |
| Bewerber                   | Partei                     | Anzahl        | %             | Anzahl         | %              |
| -------------------------- | -------------------------- | ------------- | ------------- | -------------- | -------------- |
| Wahlberechtigte            | Wahlberechtigte            | 94.361        | 94.361        | 94.361         | 94.361         |
| Wähler                     | Wähler                     | 65.842        | 65.842        | 65.842         | 69,8           |
| Ungültige Stimmen          | Ungültige Stimmen          | 1.874         | 2,8           | 1.844          | 2,8            |
| Gültige Stimmen            | Gültige Stimmen            | 63.968        | 97,2          | 63.998         | 97,2           |
| davon                      |                            |               |               |                |                |
| Michael Ruhl               | CDU                        | 23.585        | 36,9          | 23.663         | 37,0           |
| Eva Goldbach               | GRÜNE                      | 4.822         | 7,5           | 5.400          | 8,4            |
| Maximilian Ziegler         | SPD                        | 12.298        | 19,2          | 9.491          | 14,8           |
| Gerhard Bärsch             | AfD                        | 14.163        | 22,1          | 15.313         | 23,9           |
| Mario Döweling             | FDP                        | 2.267         | 3,5           | 2.503          | 3,9            |
| Matthias Riedl             | Die Linke                  | 1.419         | 2,2           | 1.496          | 2,3            |
| Dieter Welker              | Freie Wähler               | 4.142         | 6,5           | 3.229          | 5,0            |
|                            | Tierschutzpartei           |               |               | 955            | 1,5            |
| Shayan Tafakori Delbari    | Die PARTEI                 | 851           | 1,3           | 524            | 0,8            |
|                            | Piraten                    |               |               | 157            | 0,2            |
|                            | ÖDP                        | 136           | 0,2           |                |                |
|                            | P. f. schulm. Verjf.       | 34            | 0,1           |                |                |
|                            | V-Partei³                  | 162           | 0,3           |                |                |
|                            | PdH                        | 77            | 0,1           |                |                |
|                            | ABG                        | 118           | 0,2           |                |                |
|                            | APPD                       | 66            | 0,1           |                |                |
|                            | Basis                      | 293           | 0,5           |                |                |
|                            | DKP                        | 27            | 0,0           |                |                |
|                            | DIE NEUE MITTE             | 45            | 0,1           |                |                |
|                            | Volt                       | 209           | 0,3           |                |                |
|                            | Klimaliste                 | 100           | 0,2           |                |                |
| Jürgen Euler               | PP                         | 421           | 0,7           |                |                |

Im Zuge der Bildung des Kabinetts Rhein II wurde Michael Ruhl am 18. Januar 2024 zum Staatssekretär im Hessischen Ministerium für Landwirtschaft und Umwelt, Weinbau, Forsten, Jagd und Heimat ernannt. Infolgedessen musste er sein Landtagsmandat abgeben, weshalb seine Ersatzbewerberin Jennifer Gießler in den Landtag nachrückte.

## Wahl 2018
| Gegenstand der Nachweisung | Gegenstand der Nachweisung | Wahlkreis- stimmen | Wahlkreis- stimmen | Landes- stimmen | Landes- stimmen |
| Kreiswahlbewerber/in       | Partei                     | Anzahl             | %                  | Anzahl          | %               |
| -------------------------- | -------------------------- | ------------------ | ------------------ | --------------- | --------------- |
| Wahlberechtigte            | Wahlberechtigte            | 92.084             | 100,0              | 92.084          | 100,0           |
| Wähler                     | Wähler                     | 63.128             | 68,6               | 63.128          | 68,6            |
| Ungültige Stimmen          | Ungültige Stimmen          | 1.775              | 2,8                | 1.516           | 2,4             |
| Gültige Stimmen            | Gültige Stimmen            | 61.353             | 100,0              | 61.612          | 100,0           |
| davon                      |                            |                    |                    |                 |                 |
| Michael Ruhl               | CDU                        | 18.610             | 30,3               | 17.205          | 27,9            |
| Swen Bastian               | SPD                        | 15.755             | 25,7               | 14.055          | 22,8            |
| Eva Goldbach               | GRÜNE                      | 8.017              | 13,1               | 8.656           | 14,0            |
| Nicole Eggers              | LINKE                      | 2.757              | 4,5                | 3.031           | 4,9             |
| Mario Döweling             | FDP                        | 3.825              | 6,2                | 4.248           | 6,9             |
| Steffen Rühl               | AfD                        | 9.378              | 15,3               | 9.856           | 16,0            |
| –                          | PIRATEN                    | x                  | x                  | 172             | 0,3             |
| Michael Krebühl            | FREIE WÄHLER               | 3.011              | 4,9                | 2.534           | 4,1             |
| –                          | NPD                        | x                  | x                  | 270             | 0,4             |
| –                          | Die PARTEI                 | x                  | x                  | 295             | 0,5             |
| –                          | ÖDP                        | x                  | x                  | 165             | 0,3             |
| –                          | Die Grauen                 | x                  | x                  | 91              | 0,1             |
| –                          | BüSo                       | x                  | x                  | 12              | 0,0             |
| –                          | AD-Demokraten              | x                  | x                  | 43              | 0,1             |
| –                          | Bündnis C                  | x                  | x                  | 89              | 0,1             |
| –                          | BGE                        | x                  | x                  | 61              | 0,1             |
| –                          | Die Violetten              | x                  | x                  | 44              | 0,1             |
| –                          | LKR                        | x                  | x                  | 20              | 0,0             |
| –                          | Menschliche Welt           | x                  | x                  | 39              | 0,1             |
| –                          | Die Humanisten             | x                  | x                  | 43              | 0,1             |
| –                          | Gesundheitsforschung       | x                  | x                  | 89              | 0,1             |
| –                          | Tierschutzpartei           | x                  | x                  | 537             | 0,9             |
| –                          | V-Partei³                  | x                  | x                  | 57              | 0,1             |

Neben dem erstmals direkt gewählten Wahlkreisabgeordneten Michael Ruhl (CDU) wurde die Direktkandidatin der Grünen Eva Goldbach über die Landesliste ihrer Partei in den Landtag gewählt.

## Wahl 2013
| Gegenstand der Nachweisung | Gegenstand der Nachweisung | Wahlkreis- stimmen | Wahlkreis- stimmen | Landes- stimmen | Landes- stimmen |
| Kreiswahlbewerber/in       | Partei                     | Anzahl             | %                  | Anzahl          | %               |
| -------------------------- | -------------------------- | ------------------ | ------------------ | --------------- | --------------- |
| Wahlberechtigte            | Wahlberechtigte            | 86.910             | 100,0              | 86.910          | 100,0           |
| Wähler                     | Wähler                     | 63.471             | 73,0               | 63.471          | 73,0            |
| Ungültige Stimmen          | Ungültige Stimmen          | 2.745              | 4,3                | 2.023           | 3,2             |
| Gültige Stimmen            | Gültige Stimmen            | 60.726             | 100,0              | 61.448          | 100,0           |
| davon                      |                            |                    |                    |                 |                 |
| Kurt Wiegel                | CDU                        | 27.249             | 44,9               | 24.251          | 39,5            |
| Swen Bastian               | SPD                        | 23.442             | 38,6               | 20.609          | 33,5            |
| Mario Döweling             | FDP                        | 2.110              | 3,5                | 2.939           | 4,8             |
| Eva Goldbach               | GRÜNE                      | 4.365              | 7,2                | 4.588           | 7,5             |
| Paul Weber                 | LINKE                      | 3.560              | 5,9                | 2.959           | 4,8             |
|                            | FREIE WÄHLER               | x                  | x                  | 1.242           | 2,0             |
|                            | NPD                        | x                  | x                  | 955             | 1,6             |
|                            | REP                        | x                  | x                  | 143             | 0,2             |
|                            | PIRATEN                    | x                  | x                  | 966             | 1,6             |
|                            | BüSo                       | x                  | x                  | 32              | 0,1             |
|                            | ADd                        | x                  | x                  | 114             | 0,2             |
|                            | Die Grauen                 | x                  | x                  | 56              | 0,1             |
|                            | AfD                        | x                  | x                  | 2.237           | 3,6             |
|                            | AVIP                       | x                  | x                  | 70              | 0,1             |
|                            | LUPe                       | x                  | x                  | 13              | 0,0             |
|                            | ÖDP                        | x                  | x                  | 43              | 0,1             |
|                            | Die PARTEI                 | x                  | x                  | 203             | 0,3             |
|                            | PSG                        | x                  | x                  | 28              | 0,0             |

Neben Kurt Wiegel als Gewinner des Direktmandats ist aus dem Wahlkreis noch Eva Goldbach über die Landesliste in den Landtag eingezogen. Mit 4,3 % war es der Landkreis mit dem höchsten Anteil an ungültigen Stimmen.

## Wahl 2009
| Gegenstand der Nachweisung | Gegenstand der Nachweisung | Wahlkreis- stimmen | Wahlkreis- stimmen | Landes- stimmen | Landes- stimmen |
| Bewerber                   | Partei                     | Anzahl             | %                  | Anzahl          | %               |
| -------------------------- | -------------------------- | ------------------ | ------------------ | --------------- | --------------- |
| Wahlberechtigte            | Wahlberechtigte            | 90.146             | 100,0              | 90.146          | 100,0           |
| Wähler                     | Wähler                     | 55.264             | 61,3               | 55.264          | 61,3            |
| Ungültige Stimmen          | Ungültige Stimmen          | 2.119              | 3,8                | 1.802           | 3,3             |
| Gültige Stimmen            | Gültige Stimmen            | 53.145             | 100,0              | 53.462          | 100,0           |
| davon                      |                            |                    |                    |                 |                 |
| Kurt Wiegel                | CDU                        | 22.044             | 41,5               | 19.501          | 36,5            |
| Manfred Görig              | SPD                        | 17.991             | 33,9               | 14.461          | 27,0            |
| Mario Döweling             | FDP                        | 6.045              | 11,4               | 8.442           | 15,8            |
| Cornelia Bothe             | GRÜNE                      | 3.903              | 7,3                | 5.074           | 9,5             |
| Dietmar Schnell            | LINKE                      | 2.427              | 4,6                | 2.811           | 5,3             |
|                            | REP                        | –                  | –                  | 300             | 0,6             |
|                            | FREIE WÄHLER               | –                  | –                  | 1.974           | 3,7             |
| Ursula Schäfer             | NPD                        | 735                | 1,4                | 601             | 1,1             |
|                            | PIRATEN                    | –                  | –                  | 235             | 0,4             |
|                            | BüSo                       | –                  | –                  | 63              | 0,1             |

Neben Kurt Wiegel als Gewinner des Direktmandats sind aus dem Wahlkreis noch Manfred Görig und Mario Döweling über die Landeslisten in den Landtag eingezogen.

## Wahl 2008
| Gegenstand der Nachweisung | Gegenstand der Nachweisung | Wahlkreis- stimmen | Wahlkreis- stimmen | Landes- stimmen | Landes- stimmen |
| Bewerber                   | Partei                     | Anzahl             | %                  | Anzahl          | %               |
| -------------------------- | -------------------------- | ------------------ | ------------------ | --------------- | --------------- |
| Wahlberechtigte            | Wahlberechtigte            | 90.676             | 100,0              | 90.676          | 100,0           |
| Wähler                     | Wähler                     | 59.402             | 65,5               | 59.402          | 65,5            |
| Ungültige Stimmen          | Ungültige Stimmen          | 1.909              | 3,2                | 1.587           | 2,7             |
| Gültige Stimmen            | Gültige Stimmen            | 57.493             | 100,0              | 57.815          | 100,0           |
| davon                      |                            |                    |                    |                 |                 |
| Kurt Wiegel                | CDU                        | 21.994             | 38,3               | 20.835          | 36,0            |
| Manfred Görig              | SPD                        | 23.177             | 40,3               | 23.025          | 39,8            |
| Erik Siefart               | GRÜNE                      | 2.654              | 4,6                | 2.538           | 4,4             |
| Mario Döweling             | FDP                        | 3.692              | 6,4                | 5.237           | 9,1             |
| Holger Jacobsen            | REP                        | 856                | 1,5                | 636             | 1,1             |
|                            | Die Tierschutzpartei       | –                  | –                  | 265             | 0,5             |
|                            | BüSo                       | –                  | –                  | 23              | 0,0             |
|                            | PSG                        | –                  | –                  | 18              | 0,0             |
|                            | Volksabstimmung            | –                  | –                  | 67              | 0,1             |
| Erhard Römer               | GRAUE                      | 170                | 0,3                | 123             | 0,2             |
| Dietmar Schnell            | LINKE                      | 2.177              | 3,8                | 2.835           | 4,9             |
|                            | Die Violetten              | –                  | –                  | 41              | 0,1             |
|                            | FAMILIE                    | –                  | –                  | 149             | 0,3             |
| Lars Wicke                 | FREIE WÄHLER               | 2.191              | 3,8                | 1.282           | 2,2             |
| Hans-Heinrich Käs          | NPD                        | 582                | 1,0                | 607             | 1,0             |
|                            | PIRATEN                    | –                  | –                  | 104             | 0,2             |
|                            | UB                         | –                  | –                  | 30              | 0,1             |

## Wahl 2003
| Gegenstand der Nachweisung | Gegenstand der Nachweisung | Wahlkreis- stimmen | Wahlkreis- stimmen | Landes- stimmen | Landes- stimmen |
| Bewerber                   | Partei                     | Anzahl             | %                  | Anzahl          | %               |
| -------------------------- | -------------------------- | ------------------ | ------------------ | --------------- | --------------- |
| Wahlberechtigte            | Wahlberechtigte            | 91.743             | 100,0              | 91.743          | 100,0           |
| Wähler                     | Wähler                     | 59.582             | 64,9               | 59.582          | 64,9            |
| Ungültige Stimmen          | Ungültige Stimmen          | 1.895              | 3,2                | 1.407           | 2,4             |
| Gültige Stimmen            | Gültige Stimmen            | 57.687             | 100,0              | 58.175          | 100,0           |
| davon                      |                            |                    |                    |                 |                 |
| Kurt Wiegel                | CDU                        | 31.776             | 55,1               | 30.074          | 51,7            |
| Bernhard Bender            | SPD                        | 19.512             | 33,8               | 17.845          | 30,7            |
| Cornelia Bothe             | GRÜNE                      | 3.306              | 5,7                | 3.570           | 6,1             |
| Michael Diening            | FDP                        | 3.093              | 5,4                | 4.518           | 7,8             |
|                            | REP                        | –                  | –                  | 961             | 1,7             |
|                            | Die Tierschutzpartei       | –                  | –                  | 389             | 0,7             |
|                            | DIE FRAUEN                 | –                  | –                  | 155             | 0,3             |
|                            | PBC                        | –                  | –                  | 141             | 0,2             |
|                            | DKP                        | –                  | –                  | 105             | 0,2             |
|                            | ödp                        | –                  | –                  | 55              | 0,1             |
|                            | BüSo                       | –                  | –                  | 26              | 0,0             |
|                            | FAG Hessen                 | –                  | –                  | 47              | 0,1             |
|                            | PSG                        | –                  | –                  | 36              | 0,1             |
|                            | Schill                     | –                  | –                  | 253             | 0,4             |

## Wahl 1999
| Gegenstand der Nachweisung | Gegenstand der Nachweisung | Wahlkreis- stimmen | Wahlkreis- stimmen | Landes- stimmen | Landes- stimmen |
| Bewerber                   | Partei                     | Anzahl             | %                  | Anzahl          | %               |
| -------------------------- | -------------------------- | ------------------ | ------------------ | --------------- | --------------- |
| Wahlberechtigte            | Wahlberechtigte            | 91.256             | 100,0              | 91.256          | 100,0           |
| Wähler                     | Wähler                     | 57.086             | 62,6               | 57.086          | 62,6            |
| Ungültige Stimmen          | Ungültige Stimmen          | 1.027              | 1,8                | 982             | 1,7             |
| Gültige Stimmen            | Gültige Stimmen            | 56.059             | 100,0              | 56.104          | 100,0           |
| davon                      |                            |                    |                    |                 |                 |
| Siegbert Ortmann           | CDU                        | 24.885             | 44,4               | 23.590          | 42,0            |
| Bernhard Bender            | SPD                        | 25.150             | 44,9               | 24.382          | 43,5            |
| Cornelia Bothe             | GRÜNE                      | 2.134              | 3,8                | 2.408           | 4,3             |
| Hanns-Michael Diening      | F.D.P.                     | 2.248              | 4,0                | 3.119           | 5,6             |
| Michael Langer             | REP                        | 1.642              | 2,9                | 1.606           | 2,9             |
|                            | Die Tierschutzpartei       | –                  | –                  | 177             | 0,3             |
|                            | DIE FRAUEN                 | –                  | –                  | 101             | 0,2             |
|                            | PASS                       | –                  | –                  | 23              | 0,0             |
|                            | DKP                        | –                  | –                  | 38              | 0,1             |
|                            | BüSo                       | –                  | –                  | 3               | 0,0             |
|                            | FWG                        | –                  | –                  | 289             | 0,5             |
|                            | PBC                        | –                  | –                  | 123             | 0,2             |
|                            | DHP                        | –                  | –                  | 4               | 0,0             |
|                            | NATURGESETZ                | –                  | –                  | 25              | 0,0             |
|                            | ödp                        | –                  | –                  | 32              | 0,1             |
|                            | NPD                        | –                  | –                  | 64              | 0,1             |
|                            | BFB-Die Offensive          | –                  | –                  | 120             | 0,2             |

## Wahl 1995
|                       | Partei            | Wahlkreis- stimmen | Wahlkreis- stimmen | Landes- stimmen | Landes- stimmen |
| Anzahl                | Partei            | %                  | Anzahl             | %               |                 |
| --------------------- | ----------------- | ------------------ | ------------------ | --------------- | --------------- |
| Wahlberechtigte       | Wahlberechtigte   | 91.106             | 100,0              | 91.106          | 100,0           |
| Wähler                | Wähler            | 61.969             | 68,0               | 61.969          | 68,0            |
| Ungültige Stimmen     | Ungültige Stimmen | 1.831              | 3,0                | 1.517           | 2,4             |
| Gültige Stimmen       | Gültige Stimmen   | 60.138             | 100,0              | 60.452          | 100,0           |
| davon                 |                   |                    |                    |                 |                 |
| Bernhard Bender       | SPD               | 26.339             | 43,8               | 25.311          | 41,9            |
| Siegbert Ortmann      | CDU               | 24.773             | 41,2               | 23.262          | 38,5            |
| Cornelia Bothe        | GRÜNE             | 3.948              | 6,6                | 4.516           | 7,5             |
| Hanns-Michael Diening | F.D.P.            | 3.056              | 5,1                | 4.655           | 7,7             |
|                       | ÖDP               | –                  | –                  | 78              | 0,1             |
|                       | GRAUE             | –                  | –                  | 98              | 0,2             |
| Heiko von Zimmer      | REP               | 1.694              | 2,8                | 1.713           | 2,8             |
|                       | Solidarität       | –                  | –                  | 15              | 0,0             |
|                       | APD               | –                  | –                  | 133             | 0,2             |
|                       | DKP               | –                  | –                  | 27              | 0,0             |
|                       | NPD               | –                  | –                  | 78              | 0,1             |
|                       | DHP               | –                  | –                  | 20              | 0,0             |
|                       | f.NEP             | –                  | –                  | 37              | 0,1             |
|                       | NATURGESETZ       | –                  | –                  | 60              | 0,1             |
|                       | BFB               | –                  | –                  | 65              | 0,1             |
|                       | PBC               | –                  | –                  | 137             | 0,2             |
| Hugo Köhler           | STATT Partei      | 328                | 0,5                | 247             | 0,4             |

## Wahl 1991
| Gegenstand der Nachweisung | Gegenstand der Nachweisung | Wahlkreis- stimmen | Wahlkreis- stimmen | Landes- stimmen | Landes- stimmen |
| Bewerber                   | Partei                     | Anzahl             | %                  | Anzahl          | %               |
| -------------------------- | -------------------------- | ------------------ | ------------------ | --------------- | --------------- |
| Wahlberechtigte            | Wahlberechtigte            | 89.954             | 100,0              | 89.954          | 100,0           |
| Wähler                     | Wähler                     | 65.924             | 73,3               | 65.924          | 73,3            |
| Ungültige Stimmen          | Ungültige Stimmen          | 1.688              | 2,6                | 1.268           | 1,9             |
| Gültige Stimmen            | Gültige Stimmen            | 64.236             | 100,0              | 64.656          | 100,0           |
| davon                      |                            |                    |                    |                 |                 |
| Siegbert Ortmann           | CDU                        | 26.158             | 40,7               | 24.716          | 38,2            |
| Jochen Zwecker             | SPD                        | 30.328             | 47,2               | 28.726          | 44,4            |
| Erik Siefart               | GRÜNE                      | 3.193              | 5,0                | 3.596           | 5,6             |
| Hanns-Michael Diening      | F.D.P.                     | 4.557              | 7,1                | 6.118           | 9,5             |
|                            | REP                        | –                  | –                  | 1.010           | 1,6             |
|                            | DIE GRAUEN                 | –                  | –                  | 177             | 0,3             |
|                            | ÖDP                        | –                  | –                  | 132             | 0,2             |
|                            | PBC                        | –                  | –                  | 181             | 0,3             |

## Wahl 1987
|                   | Partei            | Anzahl | %     |
| ----------------- | ----------------- | ------ | ----- |
| Wahlberechtigte   | Wahlberechtigte   | 86.716 | 100,0 |
| Wähler            | Wähler            | 71.892 | 82,9  |
| Ungültige Stimmen | Ungültige Stimmen | 703    | 1,0   |
| Gültige Stimmen   | Gültige Stimmen   | 71.189 | 100,0 |
| davon             |                   |        |       |
| Jochen Zwecker    | SPD               | 31.064 | 43,6  |
| Siegbert Ortmann  | CDU               | 26.489 | 37,2  |
| Wolfgang Gerhardt | F.D.P.            | 9.176  | 12,9  |
| Ruth Hoffmann     | GRÜNE             | 4.115  | 5,8   |
| Claus Rauhut      | DKP               | 176    | 0,2   |
| Helmut Kirchner   | ÖDP               | 169    | 0,2   |

## Wahl 1983
|                       | Partei            | Anzahl | %     |
| --------------------- | ----------------- | ------ | ----- |
| Wahlberechtigte       | Wahlberechtigte   | 86.258 | 100,0 |
| Wähler                | Wähler            | 74.401 | 86,3  |
| Ungültige Stimmen     | Ungültige Stimmen | 595    | 0,8   |
| Gültige Stimmen       | Gültige Stimmen   | 73.806 | 100,0 |
| davon                 |                   |        |       |
| Lothar Wyrtki         | CDU               | 27.680 | 37,5  |
| Karl Hisserich        | SPD               | 35.320 | 47,9  |
| Gerhard Karl-Rollmann | GRÜNE             | 2.958  | 4,0   |
| Wolfgang Gerhardt     | F.D.P.            | 7.512  | 10,2  |
| Reinhard Hamel        | DKP               | 119    | 0,2   |
| Jörg Steinhäuser      | LD                | 162    | 0,2   |
| Wolfgang Dinges       | EAP               | 55     | 0,1   |

## Bisherige Wahlkreissieger
Direkt gewählte Abgeordnete des Wahlkreises Vogelsberg waren:
| Jahr | Direktkandidat  | Partei | Stimmen in % |
| ---- | --------------- | ------ | ------------ |
| 2018 | Michael Ruhl    | CDU    | 36,9         |
| 2018 | Michael Ruhl    | CDU    | 30,3         |
| 2013 | Kurt Wiegel     | CDU    | 44,9         |
| 2009 | Kurt Wiegel     | CDU    | 41,5         |
| 2008 | Manfred Görig   | SPD    | 40,3         |
| 2003 | Kurt Wiegel     | CDU    | 55,1         |
| 1999 | Bernhard Bender | SPD    | 44,9         |
| 1995 | Bernhard Bender | SPD    | 43,8         |
| 1991 | Jochen Zwecker  | SPD    | 47,2         |
| 1987 | Jochen Zwecker  | SPD    | 43,6         |
| 1983 | Karl Hisserich  | SPD    | 47,9         |